# Миде
Ми́де ([ˈmʲiðʲe], /ˈmiːð/, Mide/Meath, «срединное королевство») — центральная область древней Ирландии, в которой находилась резиденция Верховных королей Ирландии, Тара.
Mi-de также игра слов, «недобрый дым», и, по одной из легенд Старины мест — имя собственное: Миде, сын Брата, сына Деота. Друид Миде зажёг горевший шесть лет огонь (первый священный огонь Ирландии), и отрезал языки раскритиковавшим этот огонь друидам. Зажжение огня состоялось в Уснехе, к западу от Тары, у пятиугольного Камня Делений, символизировавшего пять королевств; считается, что после этого события появились источники у двенадцати важнейших рек страны.
В одной из легенд цикла о Сватовстве к Этайн в числе заданий упоминается расчистка Миде от камней.
Средневековое королевство Миде размещалось на территории современных ирландских графств Мит, Уэстмит, Каван, Дублин, Килдэр, Лонгфорд, Лаут и Оффали.

## История
Традиционно считается, что королевство Миде было создано в I веке верховным королём Ирландии Туаталом Техтмаром, который правил, согласно Джеффри Китингу, в 80—100 годах. По данным Анналов четырёх мастеров Туатал Техтмар был верховным ирландским королём в 76—106 годах. Он создал королевство Миде с целью выделения для верховного короля личного домена. В те времена (и позже) Ирландия была расколота на четыре крупных королевства — Коннахт, Лейнстер, Мунстер и Улад. Эти вассальные королевства только номинально признавали власть верховного короля Ирландии. По сути они были независимыми и постоянно воевали между собой и с верховным королём, несмотря на свою присягу на верность, что приносилась верховному королю раз в три года во время праздника Тары, и заложников, которых казнили в случае начала войны. Большие королевства делились на более мелкие, а те в свою очередь на владение туата, а те на владения клана. Во главе каждого туата и каждого клана также стояли свои короли.
Верховный король Ирландии Туатал Техтмар принадлежал к клану О’Энехглайсс (ирл. — Uí Enechglaiss). Он был одним из первых королей, стремившихся к централизации власти в Ирландии.
На территории королевства Миде размещалась Тара — древняя священная столица Ирландии, религиозный и культурный центр острова, а также находился Камень Судьбы — священный камень, который (согласно легендам) вскрикивал, когда его касался человек, достойный стать королём Ирландии, и который и использовался при коронации верховных королей. В Миде находились священные холмы (в том числе — холм Слейн), на которых разжигали священные огни во время языческих праздников, и которые имели общеирландское значение. Сначала эта территория принадлежала кланам О’Файлге (ирл. — Uí Failge) и О’Байррхе (ирл. — Uí Bairrche), которые подчинялись королю Лейнстера (Лагина).
Считается, что в начале VI века клан Холмайн (ирл. — Clann Cholmáin) — одна из ветвей О’Нейл — был изгнан со своей родины в Килдэре и горах Уиклоу и захватил земли в Миде. Клан О’Энехглайс (ирл. — Uí Enechglaiss) продолжал владеть землями вокруг Арклоу — лидеры этого клана позже взяли фамилию О’Феари (ирл. — O’Feary).
В раннем средневековье королями Миде были главари клана Холмайн — ветвь южных О’Нейлов — потомков верховного короля Ниалла Девяти Заложников. Они не всегда были верховными королями Ирландии — короны очень часто у них отбирали кланы северных О’Нейлов — Кэнел н-Еогайн и другие. В XII веке во времена упадка Ирландии верховные короли должны были перебраться из Миде на запад Ирландии — поселиться у реки Шаннон. Затем титул и власть верховных королей Ирландии были ликвидированы английскими завоевателями. Однако потомки королей Миде были среди знати Западной Ирландии, в частности среди клана Маклафлин (ирл. — McLoughlin).
После захвата королевства Миде англичанами и норманнами в 1172 году территория Миде была отдана Гуго де Ласи, лорду Мита, который был вассалом английского короля Генриха II Плантагенета.